# Mansel Baronets

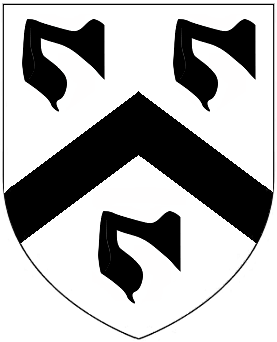
Wappen der Mansel Baronets

Als Mansel Baronetcies bezeichnet man drei erbliche britische Adelstitel (Baronetcies), die in der Baronetage of England an Personen mit dem Familiennamen Mansel verliehen wurden.

## Verleihungen
Erstmals wurde am 22. Mai 1611 der Titel Baronet, of Margam in the County of Glamorgan, für Sir Thomas Mansel geschaffen. Sein Urenkel, Sir Thomas Mansel, 5. Baronet, wurde am 1. Januar 1712 in der Peerage of Great Britain zum Baron Mansel erhoben. Beide Titel erloschen beim Tod von dessen jüngstem Sohn dem 4. Baron und 8. Baronet am 29. November 1750.
Am 14. Januar 1612 wurde der Titel Baronet, of Muddlescombe in the County of Carmarthen, für Francis Mansel geschaffen. Dieser war ein Bruder des oben genannten 1. Baronets of Margam. Als dessen Ururururururenkel, Sir John Mansel, 11. Baronet, 1883 ohne männliche Nachkommen starb, nahm dessen Neffe zweiten Grades Richard Mansel (1850–1892) den Titel als 12. Baronet an, da sein älterer Bruder Edward Mansel (1839–1908) als vor der rechtswirksamen Eheschließung seiner Eltern geboren galt. Richards Sohn Courtenay Mansel (1880–1933) war 1892 als 13. Baronet nachgefolgt, als es Edward im Februar 1903 Beweise entdeckte, dass er doch ehelich geboren sei. Courtenay legte den Titel daraufhin zugunsten seines Onkels Edward als 12. Baronet ab. Da Edward kinderlos blieb, fiel der Titel bei dessen Tod 1908 an Courtenay als 13. Baronet zurück. Heutiger Titelinhaber ist dessen Enkel als 15. Baronet.
Am 22. Februar 1697 wurde der Titel Baronet, of Trimsaran in the County of Carmarthen, für Edward Mansel geschaffen. Er war der Enkel eines jüngeren Sohnes des oben genannten 1. Baronets of Muddlescombe. Der Titel erlosch beim kinderlosen Tod seines Urenkels, des 4. Baronet, am 6. April 1798.

## Liste der Mansel Baronets

### Mansel Baronets, of Margam (1611)
- Sir Thomas Mansel, 1. Baronet († 1631)
- Sir Lewis Mansel, 2. Baronet (um 1594–1638)
- Sir Henry Mansel, 3. Baronet (um 1629–um 1640)
- Sir Edward Mansel, 4. Baronet (um 1637–1706)
- Thomas Mansel, 1. Baron Mansel, 5. Baronet (1667–1723)
- Thomas Mansel, 2. Baron Mansel, 6. Baronet (1719–1744)
- Christopher Mansel, 3. Baron Mansel, 7. Baronet (um 1699–1744)
- Bussy Mansel, 4. Baron Mansel, 8. Baronet (um 1701–1750)

### Mansel Baronets, of Muddlescombe (1622)
- Sir Francis Mansel, 1. Baronet († 1628)
- Sir Walter Mansel, 2. Baronet (um 1588–1640)
- Sir Francis Mansel, 3. Baronet († um 1650)
- Sir Edward Mansel, 4. Baronet († um 1680)
- Sir Richard Mansel, 5. Baronet (1641–1691)
- Sir Richard Mansel, 6. Baronet († um 1700)
- Sir William Mansel, 7. Baronet (1670–um 1732)
- Sir Richard Mansel, 8. Baronet († 1749)
- Sir William Mansel, 9. Baronet (1739–1804)
- Sir William Mansel, 10. Baronet (1766–1829)
- Sir John Mansel, 11. Baronet (1806–1883)
  - Sir Richard Mansel, 12. Baronet (1850–1892) (Titel zu Unrecht beansprucht 1883)
  - Sir Courtenay Mansel, 13. Baronet (1880–1933) (Titel zu Unrecht beansprucht 1892; Titel aufgegeben 1903)
- Sir Edward Mansel, 12. Baronet (1839–1908) (Titel bestätigt 1903)
- Sir Courtenay Mansel, 13. Baronet (1880–1933)
- Sir John Mansel, 14. Baronet (1910–1947)
- Sir Philip Mansel, 15. Baronet (* 1943)

Titelerbe (heir apparent) ist der Sohn des aktuellen Titelinhabers, John Philip Mansel (* 1982).

### Mansel Baronets, of Trimsaran (1697)
- Sir Edward Mansel, 1. Baronet († 1720)
- Sir Edward Mansel, 2. Baronet († 1754)
- Sir Edward Mansel, 3. Baronet († 1788)
- Sir Edward Mansel, 4. Baronet († 1798)